# Gạch (cua)

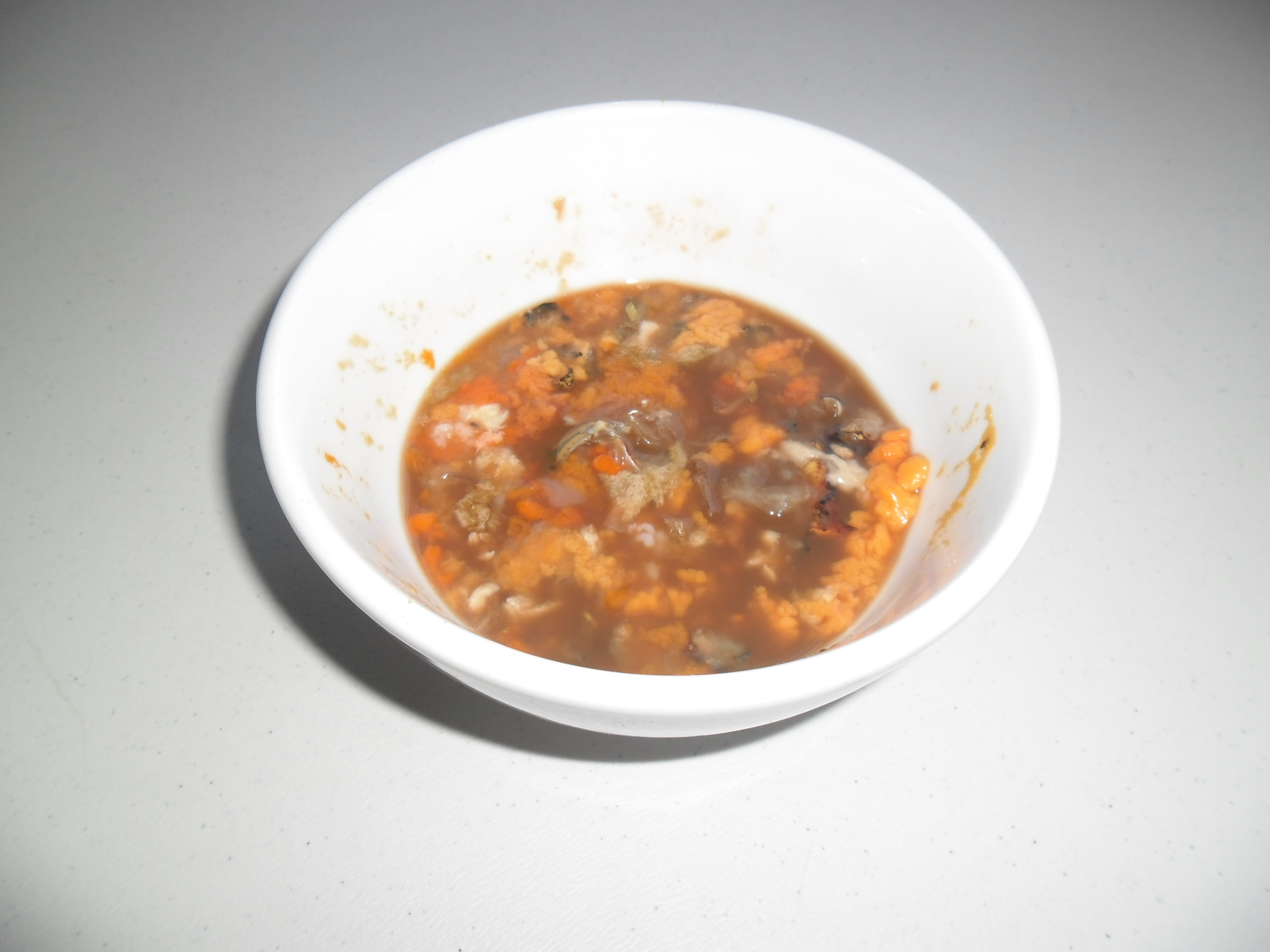
Gạch cua đồng còn sống

Gạch là từ thông dụng trong đời sống (đặc biệt trong ẩm thực) dùng để chỉ chất mềm, màu vàng trong khoang cơ thể của cá thể các loài họ Tôm hùm càng. Ngoài ra, nó còn chỉ chất kết tủa màu nâu nhạt sinh ra khi đun nước cua giã để nấu canh. Gạch tương ứng với gan tụy ở các loài động vật chân đốt khác. Nó được coi là một món ngon và có thể ăn riêng nhưng thường được thêm vào nước sốt để tạo hương vị và làm chất làm đặc. Thuật ngữ bột tôm hùm hoặc pa tê tôm hùm cũng có thể được sử dụng để chỉ sự kết hợp giữa gạch và trứng tôm hùm. Sốt tôm hùm, nước dùng tôm hùm được làm bằng thân (đầu) tôm hùm, thường bao gồm cả gạch.

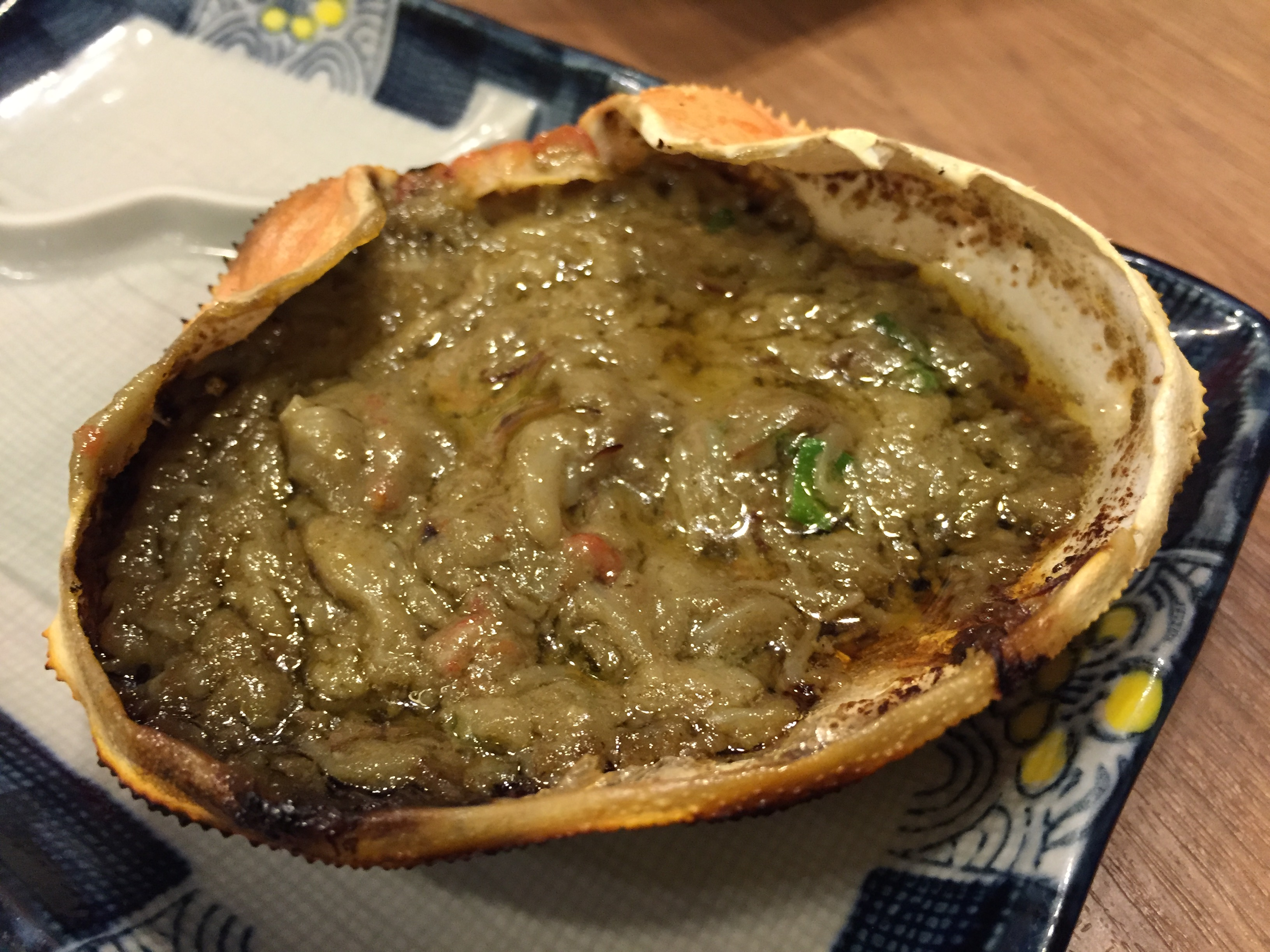
Món kourayaki của Nhật Bản, hoặc cua trộn gạch và trứng cá nướng trong vỏ cua

Gan tụy của cua còn được gọi là gạch, hay "mỡ" cua; gạch cua thường có màu vàng hoặc vàng lục. Ở Maryland và trên Bán đảo Delmarva, gan tụy của cua xanh được gọi là "muster" hoặc "mù tạt", có lẽ vì màu vàng chứ không phải màu vàng sáng của được chế biến thông thường mù tạt vàng, nhưng gần giống với một trong những loại mù tạt nâu hơn, chẳng hạn như mù tạt Dijon. Riêng khi ăn cua hấp hoặc luộc thì thường được coi là cao lương mỹ vị.

## Sinh học
Theo tên gọi thì gạch có hai loại. Với cua đồng nước ngọt thì phần lớn gạch là khối gan và tụy dưới mai, trong khi ở vùng biển gạch dùng để chỉ phần trứng non của cua biển.
Chính xác về mặt khoa học thì gạch cua chính là nơi chứa các tế bào sinh dục của loài này. Đối với cua đực thì đó là hệ thống các tế bào sinh tinh còn ở cua cái thì đó là buồng trứng của nó.
Khi bắt đầu vào sinh sản, những trứng chín được chuyển xuống yếm của con cua cái, ở đó nó được thụ tinh, con cua cái giữ ở đó cho tới khi nở ra thành cua con một thời gian thì cua con mới phân tán vào trong môi trường nước. Giữ cua con trong yếm của cua cái là biện pháp tốt nhất giữ cho tỷ lệ sống sót của những con cua con là cao nhất.
Với tôm thì gạch đóng thành một dọc vàng ươm ở sống lưng hoặc là một mảng lớn ở đầu tôm. 

## Ẩm thực
Gạch cua có bản chất là protein. Khi đun sôi nước các phân tử protein liên kết với nhau tạo thành những mảng cũng gọi là gạch. Những mảng này có cấu trúc là những khoang xốp rỗng nhẹ và nổi lên trên mặt nước. Khi những mảng này bị đánh tan cấu trúc liên kết bị phá vỡ, nước tràn vào các khoang xốp nên gạch cua lắng xuống.
Nhờ vào đặc tính này và hàm lượng dinh dưỡng cao, người Việt Nam đã đưa gạch cua vào ẩm thực Việt Nam vô cùng tinh tế, đa dạng.

## Rủi ro sức khỏe

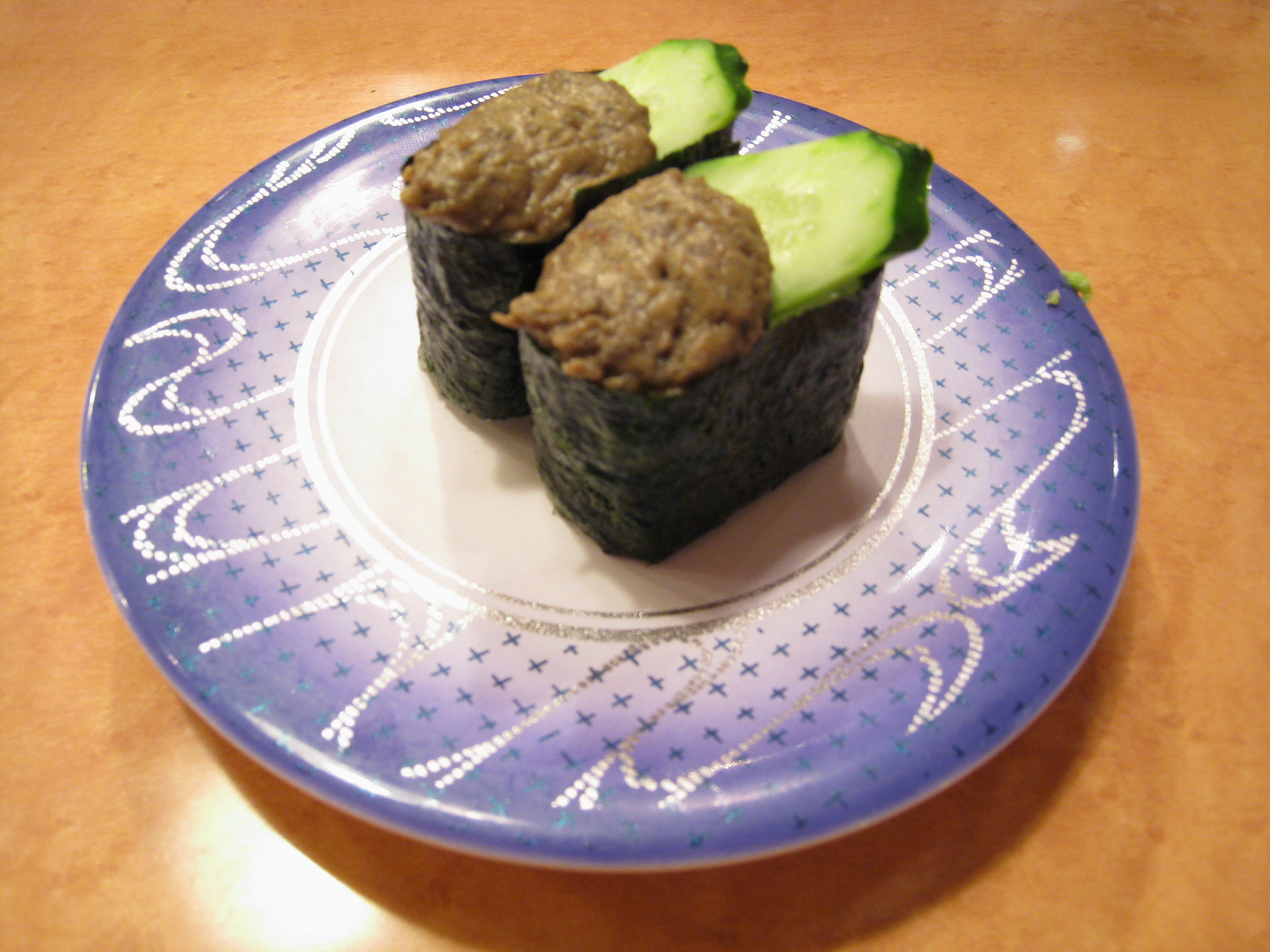
Sushi phủ gạch cua (kanimiso)

Nói chung, gạch cua có thể được tiêu thụ ở mức độ vừa phải như gan của các động vật khác. Tuy nhiên, nó có thể chứa hàm lượng cao polychlorinated biphenyl (PCB), dioxin, PFOA và thủy ngân có thể gây ra một số ảnh hưởng tiêu cực đến sức khỏe. Nó cũng có thể chứa chất độc liên quan đến ngộ độc động vật có vỏ gây tê liệt (saxitoxin và gonyautoxin). Những chất độc này không thoát ra ngoài khi tôm hùm được luộc trong nước sôi. Các độc tố gây ra hầu hết các vụ ngộ độc động vật có vỏ đều có điểm chung là sau khi gia nhiệt và axit ổn định, do đó kếtl luận độc tố này không bị giảm đi khi nấu chín.
Vào tháng 7 năm 2008, một báo cáo từ Bộ Tài nguyên Biển Maine chỉ ra sự hiện diện của chất độc gây tê liệt ở động vật có vỏ như loài tôm hùm ở bang đó.
Cũng trong tháng 7 năm 2008, Bộ Y tế Công cộng Massachusetts đã nhắc nhở người tiêu dùng không nên ăn gạch Tôm hùm Mỹ, vì nó có thể tích tụ hàm lượng độc tố cao và các chất ô nhiễm khác. Cục Quản lý Thực phẩm và Dược phẩm Hoa Kỳ sau đó đã đưa ra lời khuyên không nên tiêu thụ gạch từ tôm hùm Mỹ, loài này được tìm thấy ở bất kỳ đâu trên Đại Tây Dương. Trong cùng một lời khuyên, FDA tuyên bố rằng gạch tôm hùm "thông thường không chứa chất độc gây tê liệt ở mức độ nguy hiểm trong động vật có vỏ" và mức độ độc tố cao hiện tại có thể "liên quan đến đợt thủy triều đỏ đang diễn ra ở miền bắc New England và miền đông Canada".
Tính đến năm 2009, Maine đã đưa ra nhiều cảnh báo về việc tiêu thụ gach tôm hùm có thể gây ảnh hưởng lên phụ nữ đang hoặc có thể mang thai và trẻ em,  do thủy ngân, PCB và dioxin tích tụ trong đó.
Vào tháng 4 năm 2023, Cục Bảo vệ Môi trường Maine đã công bố một báo cáo về việc giám sát chất độc xung quanh nước bề mặt, bao gồm việc lấy mẫu cá biển và động vật có vỏ về các hợp chất per- và polyfluoroalkyl (PFAS) từ 18 địa điểm trên khắp bờ biển Maine vào năm 2021. Một nửa số địa điểm không phát hiện thấy perfluorooctane sulfonate (PFOS) trong thịt tôm hùm. Nửa còn lại chủ yếu là nửa phía tây nam của bờ biển có nồng độ PFOS rất thấp nên "không gây rủi ro cho con người khi tiêu thụ thịt tôm hùm". Chín hợp chất PFAS khác được phát hiện trong nhiều mẫu khác nhau ở nồng độ rất thấp. Tính đến tháng 5 năm 2023, cả Maine và EPA đều chưa thiết lập các mức quy định đối với PFAS trong hải sản. Maine mới chỉ thiết lập Mức độ hành động đối với mô cá đối với PFOS đối với cá nước ngọt và cá vây cửa sông được đánh bắt để giải trí ở mức 3.500 ppt trong khi EPA đã đưa ra lời khuyên sức khỏe tạm thời về PFOS trong nước uống ở mức 0,02 ppt.